# Opera Graphica
Opera Graphica é uma editora brasileira especializada em publicação de quadrinhos. 

## Histórico
Foi fundada em 1998 por Franco de Rosa e Carlos Mann, atuando como editora e também como um estúdio que prestava serviço para a Editora Escala.. Em 2004, Mann fundu um novo estúdio chamado Mercado Editorial, que também prestou serviços para a Escala.. Encerrou suas atividades em 2008, mas voltou ao mercado em 2012 com o livro E Benício criou a mulher, de Gonçalo Junior, que ganhou o Troféu HQ Mix de melhor livro teórico em 2013.